# 1879 Broederstroom
1879 Broederstroom (1935 UN) là một tiểu hành tinh vành đai chính được phát hiện ngày 16 tháng 10 năm 1935 bởi Van Gent, H. ở Johannesburg (LS).